# Grenaillage

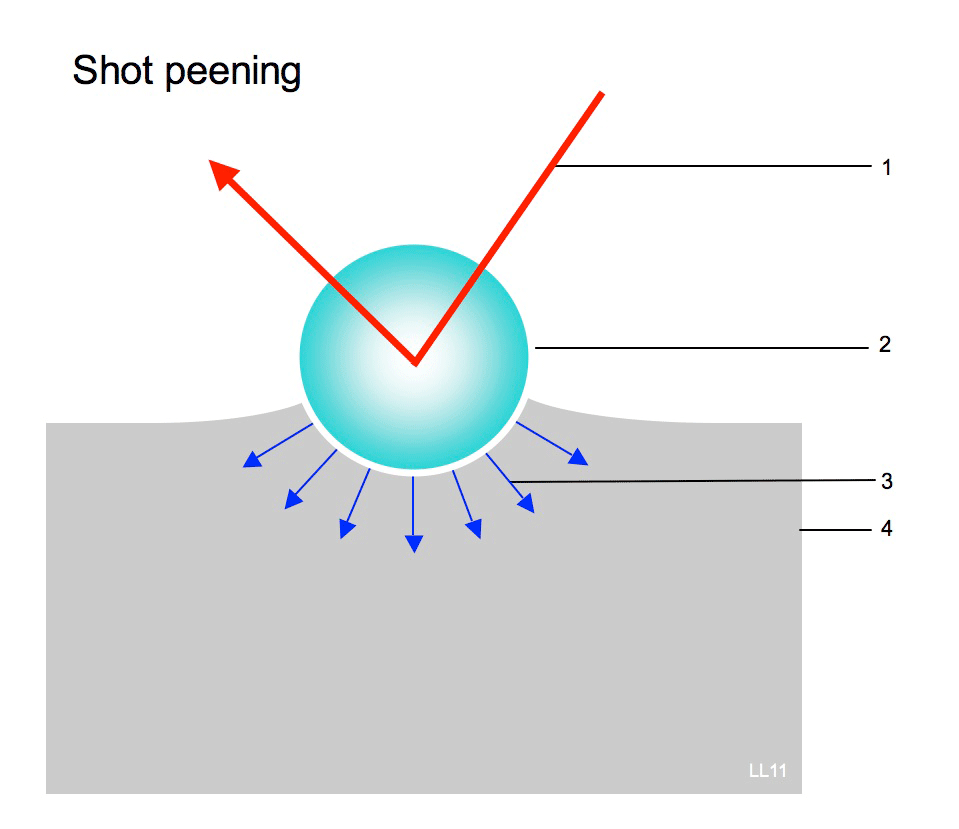
Grenaillage de billes de verre. 1 Trajectoire de la bille de verre. 2 Bille. 3 La surface est écrouie en surface. 4 Métal.

Le grenaillage est une technique qui consiste à projeter à grande vitesse des billes sur la surface d’un objet pour en modifier la structure superficielle. Le grenaillage peut être utilisé pour le nettoyage de surfaces, le formage de pièces fines (peen forming) et pour la mise en contrainte superficielle (shoot peening).
Le grenaillage angulaire désigne aussi les décapages faits par projection de particules abrasives n'ayant pas la forme d'une bille (couramment appelé sablage).

## Objectifs généraux
Les buts désirés sont :
- traiter une surface ou un objet pour en améliorer l’aspect et les caractéristiques techniques. Le traitement est similaire au sablage,
- la précontrainte ou « shot peening », pour améliorer les qualités techniques des surfaces.

## Principe
Le principe est la projection à grande vitesse et en continu, jusqu’à 100 m/s, de petites billes d'acier, de verre ou de céramique, sur la surface des pièces à traiter. Sous cette action de martelage ou de matage ou d’écrouissage, la surface dépasse sa limite d’élasticité et subit une déformation plastique sur une couche très mince (de quelques centièmes à quelques dixièmes de millimètre).
Le résultat à obtenir dépend de plusieurs facteurs :
- la nature de la matière à traiter ;
- la nature et la dimension de la grenaille ;
- le débit et la vitesse d’impact ;
- la direction du jet.

Il existe plusieurs procédés de projection :
- La projection pneumatique[3], la grenaille est alors mélangée à de l'air comprimé, et projetée par un flexible terminant par une buse, l'opérateur vise la pièce à traiter. Le grenaillage pneumatique peut par exemple être fait en cabine à manche. Il présente l'avantage d’être ciblé.

- La projection mécanique, par exemple dans une grenailleuse à turbine. Une roue à palettes tourne à grande vitesse, est alimentée par son centre de média, la force centrifuge projette la grenaille et forme un rideau traitant les pièces.

- La projection par ultrasons, des billes parfaitement sphériques sont mises en mouvement par une sonotrode dans une enceinte fermée qui contient l'élément à grenailler. Les billes sont comprises entre 0,6 mm et 3,0 mm de diamètre, cela permet de moins affecter la rugosité après traitement[4].

## Avantages
- ne demande aucune retouche après traitement[pas clair],
- ne déforme que légèrement les pièces.
- améliore la durée de vie et la résistance à la fatigue des pièces (jusqu’à 10 fois pour un ressort hélicoïdal),
- permet la conception de pièces plus légères et moins coûteuses,
- améliore la qualité du traitement anti-corrosion qui suivra éventuellement ,
- neutralise les défauts de surfaces brutes de fonderie,
- forme de microscopiques poches de lubrification,
- s’applique à différents types de métaux (aciers, fontes, bronze, aluminium, magnésium),
- réutilisation des micro-billes (ou autres abrasifs) après nettoyage.

## Secteurs concernés
- Secteurs industriels:
  - Industrie automobile (pièces de suspension, pièces moteurs)
  - Industrie aéronautique (pièces mécaniques, train d’atterrissage)
  - Industrie navale (nettoyage avant peinture, traitement des cordons de soudure)
  - Métallurgie (nettoyage des tôles après laminage)
  - Ferroviaire (nettoyage des citernes)

- Entretien du réseau routier:
  - restructuration de la chaussée,
  - effacement du marquage horizontal,
  - dégommage des pistes aéroportuaires.

### Parachèvement
En fonderieLe grenaillage est l'étape incontournable de parachèvement des pièces brutes de démoulage après la coulée. Le but est d'éliminer toute trace de sable qui nuirait au contrôle, puis à l'ébavurage et surtout à l'étape d'usinage (détérioration par abrasion des outils de coupe) dans l'atelier de mécanique.
En soudage à l’arc à l’électrode enrobéele but est, principalement, d'éliminer le laitier laissé par la gangue des baguettes de soudure et d'atténuer les tensions à l'intérieur des cordons de soudure.

## Buts recherchés dans l'industrie

### Nettoyage
Le nettoyage par grenaillage des pièces a pour but de :
- supprimer la rouille, la calamine et autres impuretés pour obtenir une surface finie ou pour une préparation avant recouvrement de celle-ci par une couche de protection telle que peinture,
- supprimer les bavures après usinage des surfaces ou des bavures après démoulage des pièces de fonderie.

### Améliorations mécaniques
Le grenaillage de précontrainte ou shot peening, apporte une amélioration aux pièces soumises à la fatigue et à des efforts alternés. C’est un matage qui entraîne une déformation plastique des surfaces pour les rendre plus résistantes aux efforts mécaniques.
Très employé dans l’industrie automobile, aéronautique pour le traitement de grandes séries de pièces telles que : ressorts de suspension, engrenages, arbres à cames, barres de torsion, vilebrequins, aubes de compresseur, etc.

### Amélioration d’étanchéité
Certaines pièces venant de fonderie présentent, après coulée, de microscopiques fissures (invisibles à l’œil nu) qui provoquent, à l’usage, des défauts d’étanchéité dus à la pression interne. Le grenaillage ferme ces fissures en améliorant également l’aspect des pièces. Technique couramment utilisée pour les pièces de fonderie fonte ou aluminium, telles que carters cylindres, carters de boîte de vitesses, culasses, etc.

## Buts recherchés dans l'entretien routier
- décaper la chaussée pour remettre en évidence le granulat, améliorer l'adhérence et permettre à nouveau l'écoulement des eaux de pluie.
- effacer le marquage des routes,
- dans l'aéronautique, le dégommage des pistes d'envol,